# Indexcat
L'Indexcat, també anomenat BCN Indexcat, és un índex borsari basat en empreses cotitzades amb seu social o principal activitat empresarial a Catalunya creat per la Borsa de Barcelona l'any 2007. El codi ISIN és ES0SI0000245.

## Característiques
L'Indexcat agrupa les 15 principals empreses catalanes amb l'objectiu de mesurar el comportament de les empreses més rellevants del mercat de valors amb seu social a Catalunya. Aquests 15 valors corresponen a les empreses admeses a cotització en la Borsa de Barcelona de major capitalització borsària ajustada per capital flotant, el que realment està en circulació.
L'1 de gener del 2001 és la data escollida per Borsa de Barcelona com a punt de partida de l'índex amb un valor inicial de 10.000.
Segons el gabinet d'estudis de Borsa de Barcelona, la rendibilitat de l'índex BCN Indexcat és del 142,92% en el període 2001-2006. Només el 2006, la rendibilitat del nou índex va ser del 41,55%. Més recentment, el 2019 va créixer un 21,5%.
La revisió dels valors que integren l'índex BCN Indexcat i les seves ponderacions respectives es realitza cada sis mesos, coincidint amb els semestres naturals i amb la revisió de la majoria d'índexs del mercat de valors. Els ajustaments del valor es poden produir per operacions financeres i augments de capital amb drets preferents de subscripció. No s'ajusta per dividends ordinaris o altres retribucions similars.

## Empreses participants
Composició de l'índex en data 7 de juny de 2024:
| Empresa                  | Sector            | Símbol | Entrada |
| ------------------------ | ----------------- | ------ | ------- |
| Audax Renovables         | Energia           | ADX    | 2018    |
| Laboratoris Almirall     | Farmacèutica      | ALM    |         |
| Applus+                  | Indústria         | APPS   |         |
| Caixabank                | Banca             | CABK   |         |
| Cellnex                  | Telecomunicacions | CLNX   |         |
| Inmobiliaria Colonial    | Inmobilària       | COL    |         |
| Ercros                   | Química           | ECR    |         |
| EDreams                  | Turisme           | EDR    |         |
| FCC                      | Construcció       | FCC    | 2024    |
| Fluidra                  | Construcció       | FDR    |         |
| Grifols                  | Farmacèutica      | GRF    |         |
| Miquel y Costas & Miquel |                   | MCM    | 2024    |
| Naturgy                  | Energia           | NTGY   |         |
| Oryzon Genomics          | Biotecnologia     | ORY    | 2021    |
| Banc Sabadell            | Banca             | SAB    |         |

Anteriorment havien format part de l'Indexcat, entre altres: Agbar, La Seda de Barcelona, Service Point Solutions, Damm, Dogi, Naturhouser, Abertis, Vueling, Criteria CaixaCorp, Oryzon Genomics i Miquel y Costas & Miquel. En la revisió ordinària del primer semestre de 2024 van sortir-ne Catalana Occident (GCO) i Nueva Expresión Tèxtil (NXT, antiga Dogi).